# Liste der Baudenkmäler in Speichersdorf
Auf dieser Seite sind die Baudenkmäler in der oberfränkischen Gemeinde Speichersdorf zusammengestellt. Diese Tabelle ist eine Teilliste der Liste der Baudenkmäler in Bayern. Grundlage ist die Bayerische Denkmalliste, die auf Basis des Bayerischen Denkmalschutzgesetzes vom 1. Oktober 1973 erstmals erstellt wurde und seither durch das Bayerische Landesamt für Denkmalpflege geführt wird. Die folgenden Angaben ersetzen nicht die rechtsverbindliche Auskunft der Denkmalschutzbehörde.

## Baudenkmäler nach Gemeindeteilen

### Speichersdorf
| Lage                           | Objekt               | Beschreibung                                                                                                  | Akten-Nr.    | Bild       |
| ------------------------------ | -------------------- | --- | ------------ | ---------- |
| Kemnather Straße 23 (Standort) | Bauernhaus           | Eingeschossig, bezeichnet „1735“, im 19. Jahrhundert zum Frackdachhaus mit Zierfachwerkobergeschoss verändert | D-4-72-190-1 | Bauernhaus |
| Ringstraße 12 (Standort)       | Ehemaliges Schulhaus | Zweigeschossiger, spätklassizistischer Satteldachbau mit Lisenengestellgliederung, Dachreiter, 1886           | D-4-72-190-2 | BW         |

### Frankenberg
| Lage                              | Objekt                                                      | Beschreibung | Akten-Nr.     | Bild |
| --------------------------------- | ----------------------------------------------------------- | --- | ------------- | ---- |
| Frankenberg 12, 13, 27 (Standort) | Burgmauer                                                   | In der südlichen und westlichen Außenmauer des heutigen Wohnhauses erhalten, identisch mit der Umfassungsmauer der zerstörten Burg Frankenberg, 12./13. Jahrhundert; Rest der Burgbefestigung, 12./13. Jahrhundert | D-4-72-190-8  | BW   |
| Frankenberg 13 (Standort)         | Burgmauer                                                   | Südliche Mauer des heutigen Wohnhauses erhalten, identisch mit der Umfassungsmauer der zerstörten Burg Frankenberg, 12./13. Jahrhundert                                                                            | D-4-72-190-8  | BW   |
| In Frankenberg (Standort)         | Kriegerdenkmal für die Gefallenen des 1. und 2. Weltkrieges | gemauerte Stele aus Kalkstein mit Inschriftplatten, steinerne Abdeckung mit Darstellung von Laubkranz und Stahlhelm, um 1920/25                                                                                    | D-4-72-190-45 | BW   |

### Göppmannsbühl am Berg
| Lage                                     | Objekt                | Beschreibung | Akten-Nr.    | Bild           |
| ---------------------------------------- | --------------------- | --- | ------------ | -------------- |
| Göppmannsbühl am Berg 1, 2, 4 (Standort) | Schloss Göppmannsbühl | Hauptbau, dreigeschossiger Halbwalmdachbau, bezeichnet „1723“ und „1788“; Nebengebäude, zweigeschossiger Walmdachbau mit Dachreiter, eingeschossiger Mansarddachbau, 18. Jahrhundert; Ummauerung mit Hofeinfahrt und Allianzwappen, bezeichnet „1623“ | D-4-72-190-4 | weitere Bilder |
| Göppmannsbühl am Berg 29, 30 (Standort)  | Doppelwohnhaus        | Zweigeschossiger, traufständiger Halbwalmdachbau (sog. Krüppelwalmdach), Obergeschoss Fachwerk, ca. 1795. | D-4-72-190-3 | Doppelwohnhaus |

### Guttenthau
| Lage                    | Objekt                        | Beschreibung                                                                       | Akten-Nr.    | Bild                          |
| ----------------------- | ----------------------------- | ---------------------------------------------------------------------------------- | ------------ | ----------------------------- |
| Guttenthau 2 (Standort) | Ehemaliges Schloss Guttenthau | Zweigeschossiger Sandsteinquaderbau mit Mansardwalmdach, Portal, bezeichnet „1780“ | D-4-72-190-5 | Ehemaliges Schloss Guttenthau |

### Haidenaab
| Lage                    | Objekt                 | Beschreibung | Akten-Nr.    | Bild |
| ----------------------- | ---------------------- | --- | ------------ | ---- |
| Haidenaab 15 (Standort) | Ehemaliges Schloss     | Zweigeschossiger Walmdachbau mit Lisenengliederung und Figurennische, um 1700                                                            | D-4-72-190-7 | BW   |
| In Haidenaab (Standort) | Pfarrkirche St. Ursula | Walmdachbau mit Lisenengliederung und südlichem Chorflankenturm, 1734 von Georg Diller, der Turm mit Spitzhelm von 1790; mit Ausstattung | D-4-72-190-6 | BW   |

### Kirchenlaibach
| Lage                                | Objekt                              | Beschreibung | Akten-Nr.     | Bild           |
| ----------------------------------- | ----------------------------------- | --- | ------------- | -------------- |
| Bahnhofstraße 8 (Standort)          | Empfangsgebäude des Bahnhofs        | Dreieinhalbgeschossiger Mittelbau, zweieinhalbgeschossige Flügelbauten, Sandsteinquader, Walmdach; gusseiserne Bahnsteigüberdachung; um 1880 | D-4-72-190-10 | BW             |
| Bayreuther Straße 1 (Standort)      | Villa                               | Zweigeschossiger Satteldachbau mit Krüppelwalm, Quergiebel, Erker, Heimatstil, 1923 | D-4-72-190-37 | BW             |
| Bayreuther Straße 27 (Standort)     | Katholische Pfarrkirche             | Kalksteinbau mit Satteldach auf sechseckigem Grundriss mit Campanile und Sakristei, 1962/63 von Friedrich Haindl, die Fresken von Franz Nagel; Kalksteinmauer mit überdachter Ecknische und Skulptur des Erzengels Michael, 1962/63                             | D-4-72-190-41 | BW             |
| Bayreuther Straße 45, 47 (Standort) | Wohnhaus                            | Zweigeschossiger Walmdachbau mit Sohlbankgesims, schmiedeeiserner Ausleger, um 1860 | D-4-72-190-11 | BW             |
| Friedhofstraße (Standort)           | Kriegerdenkmal                      | Granitsockel mit Namen der Gefallenen beider Weltkriege, darauf Statue des Heiligen Georg, bezeichnet „Georg Kaffer“, um 1920/30 | D-4-72-190-13 | BW             |
| Friedhofstraße 3 (Standort)         | Katholische Pfarrkirche St. Ägidius | Neuromanischer Saalbau mit Ostturm, Sandsteinquaderbau mit Satteldach, Turm mit Spitzhelm, 1878, nach Brand ab 1859 auf Grundmauern des Vorgängerbaus errichtet; mit Ausstattung; an der Südfassade Gedenkstein an den Bau der Vorgängerkirche, Sandstein, 1798 | D-4-72-190-12 | weitere Bilder |

### Plössen
| Lage                           | Objekt        | Beschreibung | Akten-Nr.     | Bild |
| ------------------------------ | ------------- | --- | ------------- | ---- |
| Plössen 1 (Standort)           | Wohnstallhaus | Zweigeschossiger Sandsteinquaderbau mit Walmdach, Eckpilaster, Gurtgesims, Fenstergewände und Fensterschürzen, bezeichnet „1802“                                                  | D-4-72-190-18 | BW   |
| Plössen 2 (Standort)           | Kapelle       | Neugotischer Walmdachbau mit Sandsteingliederung, Giebelreiter, bezeichnet „1864“; mit Ausstattung                                                                                | D-4-72-190-17 | BW   |
| Plössen 5, 9 (Standort)        | Wohnstallhaus | Zweigeschossiger Walmdachbau mit Ecklisenen und Sohlbankgesims, bezeichnet „1862“; Nebengebäude, eingeschossiger Satteldachbau aus Sandsteinquadern, Kniestock, bezeichnet „1794“ | D-4-72-190-19 | BW   |
| Plössen 10 (Standort)          | Wohnstallhaus | Zweigeschossiger Walmdachbau mit Sohlbank- und Konsolgesims, Mitte 19. Jahrhundert                                                                                                | D-4-72-190-20 | BW   |
| St 2184; Steinbruch (Standort) | Kruzifix      | Gusseisen, auf Granitsockel, bezeichnet „1933“ | D-4-72-190-42 | BW   |

### Ramlesreuth
| Lage                                                  | Objekt              | Beschreibung | Akten-Nr.     | Bild |
| ----------------------------------------------------- | ------------------- | --- | ------------- | ---- |
| Ramlesreuth 15 (Standort)                             | Wohnhaus            | Giebelständiger, eingeschossiger Frackdachbau, Fachwerkobergeschoss, erste Hälfte 19. Jahrhundert                                                | D-4-72-190-22 | BW   |
| Ramlesreuth 40 (Standort)                             | Katholische Kapelle | Walmdachbau mit Dachreiter, 1846, bezeichnet „1848“; mit Ausstattung; davor Kreuzigungsgruppe, Holzkreuz mit Kruzifix und Maria, 19. Jahrhundert | D-4-72-190-21 | BW   |
| am ehemaligen Kirchweg in den Gartenäckern (Standort) | Kreuzigungsgruppe   | 19. Jahrhundert | D-4-72-190-36 | BW   |
| Saulohe (Standort)                                    | Kruzifix            | Gusseisen, auf erneuertem Sandsteinsockel, 1905                                                                                                  | D-4-72-190-24 | BW   |

### Roslas
| Lage                 | Objekt      | Beschreibung                                                | Akten-Nr.     | Bild |
| -------------------- | ----------- | ----------------------------------------------------------- | ------------- | ---- |
| Roslas 1 (Standort)  | Ortskapelle | Walmdachbau mit Dachreiter und Zwiebelhaube, neubarock 1953 | D-4-72-190-25 | BW   |
| Roslas 1 (Standort)  | Kruzifix    | Gusseisen, auf Granitsockel, Inschrift, bezeichnet „1874“   | D-4-72-190-26 | BW   |
| Roslas 13 (Standort) | Kruzifix    | Gusseisen, auf reliefiertem Granitsockel, bezeichnet „1886“ | D-4-72-190-43 | BW   |

### Selbitz
| Lage                       | Objekt   | Beschreibung                                      | Akten-Nr.     | Bild |
| -------------------------- | -------- | ------------------------------------------------- | ------------- | ---- |
| Bühl; Selbitz 3 (Standort) | Kruzifix | Gusseisen, auf Sandsteinsockel, bezeichnet „1914“ | D-4-72-190-29 | BW   |

### Wirbenz
| Lage                      | Objekt                   | Beschreibung | Akten-Nr.     | Bild                     |
| ------------------------- | ------------------------ | --- | ------------- | ------------------------ |
| Gänseanger (Standort)     | Friedhofsmauer           | Aus Sandsteinquadern mit gotisierenden Pfeilern, Ende 19. Jahrhundert | D-4-72-190-33 | BW                       |
| Wirbenz 1 (Standort)      | Ehemalige Mühle          | Zweigeschossiger Walmdachbau aus Sandsteinquadern, Ecklisenen, Gurtgesims, bezeichnet „1843“ | D-4-72-190-31 | BW                       |
| Wirbenz 15, 16 (Standort) | Wohnhaus                 | Zweigeschossiger, massiver Halbwalmdachbau, Sohlbankgesims, über der Türe Sonnenuhr, bezeichnet „1850“ | D-4-72-190-32 | BW                       |
| Wirbenz 45 (Standort)     | Pfarrkirche St. Johannis | Neugotischer Bau mit Fassadenturm, Satteldach und eingezogenem Chor, bezeichnet 1903; mit Ausstattung; Umfassungsmauer, Granitquadermauer mit Sandsteinabdeckung, Treppe, Stützpfeilern und Substruktionen, erste Hälfte 19. Jahrhundert | D-4-72-190-30 | Pfarrkirche St. Johannis |

### Zeulenreuth
| Lage                      | Objekt             | Beschreibung                                         | Akten-Nr.     | Bild |
| ------------------------- | ------------------ | ---------------------------------------------------- | ------------- | ---- |
| Zeulenreuth 17 (Standort) | Ehemaliges Schloss | Zweigeschossiger Satteldachbau, Ende 17. Jahrhundert | D-4-72-190-34 | BW   |

### Keinem Gemeindeteil zugeordnet
| Lage                                 | Objekt      | Beschreibung                                                                   | Akten-Nr.     | Bild |
| ------------------------------------ | ----------- | ------------------------------------------------------------------------------ | ------------- | ---- |
| Wirbenzer Büsche, im Kragnitzholz () | Grenzsteine | bez. 1535; nicht nachqualifiziert, im Bayerischen Denkmal-Atlas nicht kartiert | D-0-00-000-22 |      |